# Rudra (zoologia)
Rudra Peckham & Peckham, 1885 è un genere di ragni appartenente alla famiglia Salticidae.

## Etimologia
Il nome del genere deriva probabilmente dalla divinità induista pre-vedica Rudra.

## Distribuzione
Le 10 specie oggi note di questo genere sono diffuse dal Guatemala all'Argentina: ben 5 specie sono endemiche del solo Brasile.

## Tassonomia
A maggio 2010, si compone di 10 specie:
- Rudra brescoviti Braul & Lise, 1999 — Brasile
- Rudra dagostinae Braul & Lise, 1999 — Brasile
- Rudra geniculata Peckham & Peckham, 1885[2] — Guatemala, Panama
- Rudra humilis Mello-Leitão, 1945 — Argentina, Brasile
- Rudra minensis Galiano, 1984 — Brasile
- Rudra multispina Caporiacco, 1947 — Guyana
- Rudra oriximina Galiano, 1984 — Brasile
- Rudra polita Peckham & Peckham, 1894 — Guatemala
- Rudra tenera Peckham & Peckham, 1894 — Brasile
- Rudra wagae (Taczanowski, 1872) — Guiana francese

### Nomen dubium
- Rudra baurensis Badcock, 1932; gli esemplari rinvenuti nel Paraguay a seguito di uno studio dell'aracnologa Galiano del 1984, vengono considerati nomina dubia[1].
- Rudra impatiens Mello-Leitão, 1945; gli esemplari rinvenuti nel Brasile a seguito di uno studio dell'aracnologa Galiano del 1984, vengono considerati nomina dubia[1].
- Rudra proxima Mello-Leitão, 1922; gli esemplari rinvenuti nel Brasile a seguito di uno studio dell'aracnologa Galiano del 1984, vengono considerati nomina dubia[1].